# أرض الكراع
أرض الكراع هي صبة بركانية تقع في محافظة السويداء جنوب سوريا. تبعد أرض الكراع مسافة نحو 90 كيلومتراً جنوب شرق دمشق، إذ تتموضع بين تلول الصفا من جهة الشمال الشرقي وجبل العرب من الجنوب الغربي، وتقع شمالها مباشرةً خربة الأمباشي الأثرية المعروفة. تكثر في المنطقة المغارات، وتسود فيها الحجارة البازلتية الصغيرة متنوّعة الأشكال، الناتجة عن طبيعتها البركانية. تكوَّنت المنطقة من الثورانات البركانية التاريخية لبركان جبل العرب خلال العصر الحجري القديم العلويّ، قبل الميلاد بنحو 40,000 إلى 3,000 سنة.

## الطبيعة الجغرافية والجيولوجية
المنطقة هي عبارة عن صبة بركانية ذات طبيعة صخرية شبه صحراوية، تغطّيها الحجارة البازلتية سوداء اللون وأحياناً التربة الحمراء الداكنة، وتنتشر في أنحائها التلال متوسطة الحجم. مناخها جافٌّ بارد مفتوح على بحيرة طبريا، مما يجعلها عرضةً للثلوج والأمطار بمعدّل أكثر من 350 مم سنوياً.
تكثر في أرض الكراع المغارات، ومن أشهر مغاراتها مغارة سطح نملة الواقعة شرق قرية الرضيمة الشرقية والتي يزيد عمقها عن 1,400 متر وأقصى عرضها 15 متراً وارتفاعها 3 أمتار، ومغارة السؤادا التي يعود عمرها إلى نحو 50,000 عام، كما أن الكثير من المغارات ليست معروفة إلا للأهالي المحليين العارفين بتضاريس المنطقة.
نظَّمت الجمعية السورية للاستكشاف والتوثيق في شهر كانون الأول من سنة 2009 رحلة استكشافية لمغارات الكراع، قامت خلالها بفتح مغارة سؤادا (التي كان مدخلها مردوماً في السّابق)، واستكشفتها، حيث تبيَّن أنها مغارة عميقة ومتشعّبة، كما شملت الجولة مغارة سطح نملة المعروفة.